# Cristina Payán
Cristina Payán, de nacimiento Cristina Stoupignan (Ciudad de México, 4 de enero de 1943 – Ciudad de México, 13 de julio de 1997), fue filántropa, educadora, fundadora de escuelas activas, promotora cultural y museóloga mexicana.

## Trayectoria
Cursó estudios de etnohistoria en la Escuela Nacional de Antropología, la carrera de psicología en la Universidad Nacional Autónoma de México y la carrera de maestra en la Escuela Normal de Maestros de Educación Primaria y en la Escuela Nacional de Maestras de Jardines de Niños.
Se desempeñó como directora de Servicios Educativos del Museo Nacional de Arte, directora del Museo Nacional de Culturas Populares, Coordinadora Nacional de Museos y Exposiciones en el Instituto Nacional de Antropología e Historia y colaboradora en la fundación del Centro Comunitario Culhuacán, recinto que dirigió desde su apertura en 1984 hasta 1992.
Formada como profesora normalista, Cristina Stoupignan de Payán (fue esposa del político, periodista y escritor mexicano Carlos Payán), trabajó en escuelas como la Manuel Bartolomé Cossío y posteriormente fundó sus propios institutos: la Escuela Activa Kairos y la Escuela Activa Melanie Klein.
Cristina solía decir que “la verdadera marginación era la ignorancia. Para ella, la educación no se reducía al ejercicio de una profesión. Por eso el Centro Comunitario Culhuacán se convirtió en el espacio privilegiado para poner en marcha un esquema de trabajo muy novedoso, con énfasis en su carácter comunitario, a través de una estrategia pedagógica muy poderosa: corresponsabilizar a la comunidad en la conservación de su patrimonio cultural, partiendo del supuesto de que si la gente conocía el valor histórico y artístico del convento y éste le presentaba una oferta cultural que respondiera a sus necesidades y demandas de conocimiento, ella misma participaría en los trabajos de investigación, restauración y difusión, contribuyendo asimismo a la protección del inmueble y sus alrededores.” Destaca el hecho de que a casi 25 años de su apertura el Exconvento de Culhuacán, continúa siendo un sitio importante de reunión de la comunidad, se mantiene como área verde y recreativa para todos los visitantes y su museo cuenta con diversas salas de exposición permanente.
A la par, Cristina Payán fue una infatigable promotora cultural: “se interesó por el arte popular a tal grado que se adentró en sus aspectos de comercialización y difusión, – sí a los jóvenes pintores les compraba algunas de sus creaciones, con el deseo de que ellos sintieran el reconocimiento a sus trabajos; pasó lo mismo con los artesanos, sí descubría en la calle a alguno con cualidades, el que hacía esculturas con huesos de aguacate, por ejemplo, le organizaba una exposición en una galería –.”
Cristina concebía al museo comunitario como el “espacio participativo, cuya premisa era conjugar las preocupaciones de las comunidades indígenas, rurales y urbanas para ofrecerles la oportunidad de reconocerse en su patrimonio cultural, para descubrir y afirmar su valor, investigarlo, resguardarlo y disfrutarlo, estimulando la generación de proyectos de desarrollo basados en un aprovechamiento adecuado de su propio patrimonio, y propiciando la creación de un terreno común en el que las comunidades pudieran encontrarse y apoyarse.”
Cristina Payán, falleció el 13 de julio de 1997 en la Ciudad de México. Tanto el Museo Nacional de Culturas Populares, como el Centro Comunitario Culhuacán cuentan con una sala que lleva su nombre, al igual que el foro cultural de la colonia Nueva Atzacoalco en la delegación Gustavo A. Madero.